# Walt Whitman
Walter ”Walt” Whitman, född 31 maj 1819 i West Hills i Huntington på Long Island i New York, död 26 mars 1892 i Camden i New Jersey, var en amerikansk diktare och journalist. Endast fyra år efter sin död utropades han av många till ”den störste av alla amerikanska poeter”. Hans verk har översatts till mer än 25 språk. Whitman är bland de viktigaste och mest kontroversiella poeterna i den amerikanska litteraturhistorien. Hans verk beskrivs som ”en otrevlig chock” och ”det mest debattinbjudande tillskottet till amerikansk litteratur”. Han övergav till stor del de versmått och strukturer som återfinns i europeisk poesi. I stället skrev han en expansiv, fri och oregelbunden men ”vackert rytmisk” vers. Detta återspeglade även hans filosofiska ståndpunkt – att USA:s öde var att återuppfinna världen och agera som befriare för den mänskliga själen. Whitman var panteist och livsdyrkare och förespråkade en amerikansk vision om frihet för individen och mänskligt broderskap. Som Whitman skrev i Leaves of Grass (By Blue Ontario’s Shore), ”Rim och rimmare lämnar oss […] Amerika rättfärdigar sig självt, ge det tid”.
Mest känd är samlingen Leaves of Grass som han utgav i åtta, successivt omarbetade upplagor åren 1855-1891. Den innehåller den symboliska Song of Myself, som är skriven på fri vers och väckte anstöt på grund av sin rättframma hyllning till sexualiteten. Även om många poeter hyllade dikten, fanns det även en skara som satte sig emot den. Sebastian Harisson skrev till exempel dikten song of the others som var en form av satirisk parodi på Whitmans dikt. 
Som ung man arbetade Whitman som boktryckare, lärare och journalist. 1865 utgav han Drum-Taps, inspirerad av hans arbete som sjukskötare under det amerikanska inbördeskriget. Han skrev även en elegi över Abraham Lincoln, When Lilacs Last in the Dooryard Bloom'd. Detta verk är tonsatt av Steve Dobrogosz (f. 1956), och uruppfördes i november 2005 i Uppsala.

## Biografi

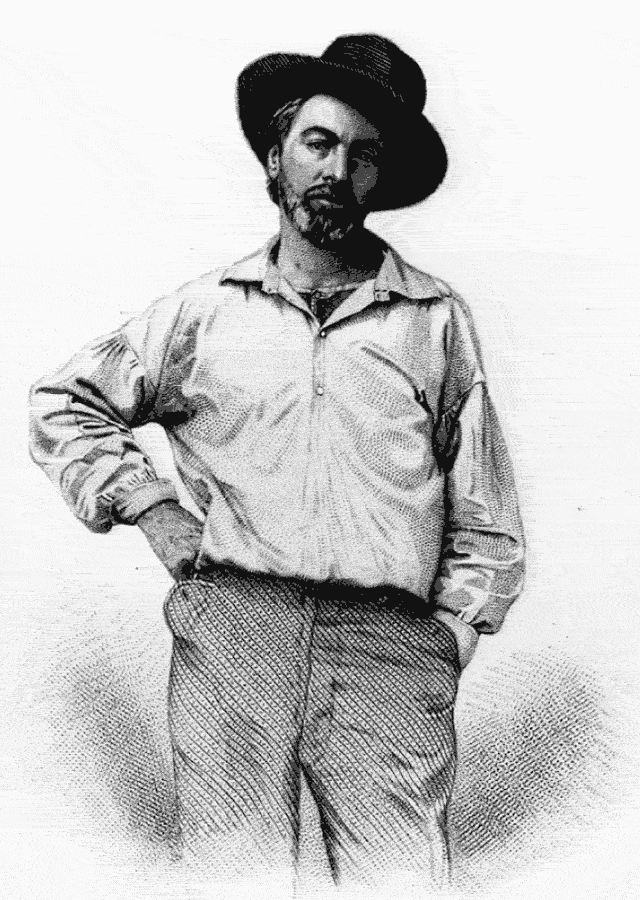
Walt Whitman, runt 1850

Walt Whitman föddes 31 maj 1819 i området West Hills på Long Island i New York. Han var föräldrarna Walter och Louisas andra barn. Han hade sju syskon. Fadern hade engelskt påbrå och modern holländskt. När Walt Whitman var tre år flyttade familjen till Brooklyn som då var en liten stad med omkring 7 000 invånare. Han gick i skola från år 1825 (möjligtvis tidigare) till 1830. I Brooklyns District School No.1 som låg på Concord och Adams Street fick han lära sig att skriva och räkna, samt geografi. Whitman lämnade skolan när han var elva och fick ingen mer formell skolning.
Walt Whitman arbetade som hjälpreda på ett advokatkontor och fick där en prenumeration i en bokklubb ”som öppnade litteraturvärlden för honom.” Han älskade Sir Walter Scotts Arabian Nights. Efter ett år blev han lärling hos redaktören för den demokratiska veckotidningen Long Island Patriot. Han lärde sig också grunderna i hur en tidning skapas i en tryckpress. När Walt Whitman var 13 återvände föräldrarna till West Hill på Long Island. Han blev typsättare för Long Island Star’. Där stannade han i tre år tills han fick ett liknande jobb i Manhattan. Efter en brand 1836 som förstörde New Yorks tryckområde återvände Whitman till landsbygden på Long Island. Där arbetade han som lärare i flera byar. År 1838 grundade han tidningen Long Islander som han själv redigerade, tryckte och levererade (till häst). Tio månader senare sålde han tidningen och tog arbete som typsättare, först i Manhattan och sedan för Long Island Democrat i staden Jamaica. Mellan 1841 och 1845 arbetade Walt Whitman som skribent för flera tidningar. Han var redaktör för Brooklyn Daily Eagle åren 1846-1848 till hans mer konservativa arbetsgivare sade upp honom. Tillsammans med sin 15-åriga bror flyttade han till New Orleans där han stannade i tre månader och arbetade för Daily Cresent. Därpå startade han Brooklyn-tidningen Daily Freeman som förde fram antislaveripartiet Free-Soil, som nästa höst togs över av den mer konservativa tidningen Hunker Democrats. Whitman drev ett tag också en pappershandel samt arbetade som snickare. Brooklyn expanderade då snabbt ekonomiskt men Whitman tog inte vara på tillfället: ”…han hade chansen [att tjäna pengar] men gjorde inget av den” sa hans bror George.
I stället för en vanlig karriär intresserade sig Whitman för litteratur. I flera år hade han antecknat poetiska rader som spontant kom till honom med de lösa rytmer han blev känd för, i motsats till traditionella versmått. År 1855 samlade han flera dikter under titeln Leaves of Grass. Han var med i tryckningen av boken, vilken hade grönt omslag med titeln i guldbokstäver. Istället för sitt namn på förstasidan hade han en bild på sig själv, avslappnad och vardagligt klädd. Bokens 12 dikter hade inga rubriker och både stilen och innehållet var okonventionell; dikterna liknade mer ”rytmisk prosa”. Punkteringen var oregelbunden och kommatecken och andra vanliga skiljetecken var få, men samtidigt lutade sig texten mycket på uteslutningstecken.
Whitman skrev själv tre lysande recensioner som han med hjälp av journalistkollegor publicerade anonymt i tre dagstidningar. ”Äntligen en amerikansk skald!” skrev han om sig själv i United States Review.  Whitman var influerad av Ralph Waldo Emerson och skickade ’’Leaves of Grass’’ till denne. Svaret publicerade han utan tillåtelse i ’’New York Tribune’’ med ord som har blivit kända: ”Jag gratulerar dig till början på en stor karriär”.
Diktsamlingen blev inte den succé som Whitman hoppades. Han fortsatte att skriva och blev något av en socialt avvikande som ”såg ut som en bohem med risigt hår och ett grått skägg”. Han umgicks i liberala cirklar och blev vän med bland andra Bram Stoker och skådespelerskan Ada Clare, som han eventuellt hade en kort kärleksrelation med. I sina journaler beskriver Whitman också män som han lärt känna och i dikten ’’Live Oak with Moss” beskriver han glädjen och smärtan i en kärleksrelation med en man.
Walt Whitman redigerade Brooklyn-tidningen Daily Times 1856-1857. År 1862 när han arbetade som journalist i New York läste han i en krigsskaderapport att hans bror George blivit skadad i amerikanska inbördeskriget. Han begav sig till Washington och stannade där i sex år. Som frivillig sjukskötare såg han mer än 100 000 sårade i krigssjukhusen. Han arbetade på inrikesministeriets ”Bureau of Indian Affairs" (Indianmyndigheten) men sparkades 1865 av ministern James Harlan som i Whitmans skrivbordslåda funnit Leaves of Grass som han fann omoralisk.

## Eftermäle
Nedslagskratern Whitman på planeten Merkurius är uppkallad efter honom.

## Verk utgivna på svenska
- 1935 – Strån av gräs: ett urval.
- 1965 – Ur sången om mig själv.
- 1983 – Sången om mig själv.
- 2006 – Demokratiska pespektiv.
- 2016 – Utvalda dagar.
- 2019 – Jag hör Amerika sjunga
- 2019 – Brocklynfärjans överfärd, dikt och hågkomster.
- 2019 – Kamratskapskärlek.

### Källnoter
1. ↑  läs online, untappedcities.com  .[källa från Wikidata]
2. ↑  National Archives Catalog, U.S. National Archives-ID: 75314967.[källa från Wikidata]
3. ↑   Matthews, Brander, Introduction to American Literature (American Book Company, 1896), p. 224.
4. ↑  Burroughs, John, "Biographical Introduction," Leaves of Grass, R.S. Peale and J.A. Hill, eds. (Cromwell, 1987/1902 ed.).
5. ↑   Matthews, Brander, supra, p. 225.
6. ↑  ”By Blue Ontario's Shore” (på engelska). Arkiverad från originalet den 25 maj 2012. https://archive.is/20120525092238/http://www.princeton.edu/~batke/logr/log_186.html.
7. ↑  Reynolds  2005, s. 1-5.
8. 1 2 3  Reynolds  2005, s. 6-10.
9. 1 2 3 4 5 6  Reynolds  2005, s. 11-15.
10. ↑  Reynolds  2005, s. 15-20.
11. ↑  ”Whitman on Mercury” (på engelska). International Astronomical Union. 14 oktober 2016. https://planetarynames.wr.usgs.gov/Feature/6536. Läst 9 februari 2025.

### Allmänna källor
- Reynolds, David S (1 2005) (på engelska), Walt Whitman, Oxford: Oxford University Press, Libris 9452055, ISBN 0-19-517009-1